# Фирма (навијачка група)
Фирма је навијачка скупина/група из Новог Сада. Навијачи су клубова који чине Спортско друштво Војводина (фудбалски, рукометни и других). Они су једна од главних навијачких скупина у Србији.
Фирма се састоји од различитих под-група. Неки од под групе су: Бачки Одред (Бачка Паланка), Г-3, Пандора, Санаторијум, УлтраНС, Фирма Беочин, Фирма Ново Насеље, Фирма Булевар, Фирма Центар, Фирма Детелинара, Фирма Сремска Каменица, Фирма Лиман, Фирма Лединци, Фирма Футог, Фирма Кисач, Фирма Клиса, Фирма Петроварадин, Фирма Руменка, Фирма Салајка, Фирма Телеп,Фирма Адице, Фирма Грбавица, Фирма Банат, Сремски Фронт итд. ФК Војводина такође има скупину својих најстаријих присталица, под називом Стара Гарда. Имају посебне пријатељске односе са навијачком групом Лешинари из Бањалуке.